# Librairie orientaliste Paul Geuthner
La Librairie orientaliste Paul Geuthner est une librairie et maison d'édition française fondée à Paris en 1901 par l'éditeur éponyme, Paul Geuthner, un Saxon originaire de Leipzig, né en 1877, naturalisé français en 1914 et décédé en 1949. 
Spécialisée dans les études orientales, elle publie essentiellement essais, textes, manuels de langues anciennes et récits de voyages sur le Proche, Moyen et Extrême-Orient.

## Histoire
Partenaire pendant plusieurs décennies de l'École nationale des langues orientales vivantes dont elle est l'opérateur éditorial privilégié jusqu'en 1971, elle a édité nombreuses collections sous l'égide de cet établissement, tant pour les langues et civilisations du monde arabo-musulman que pour celles des pays d'Asie.
Elle collabore également avec d'autres institutions culturelles et scientifiques, comme le musée Guimet.
En 1971, elle est associée au lancement des Publications orientalistes de France, mais le partenariat tourne court.
En 1982, le petit-neveu du fondateur, Frédéric Geuthner, prend la tête de l'entreprise, structurellement en situation financière difficile. 
À la fin des années 1990, il cède la maison familiale à un groupe de bibliophiles franco-libanais. La sociologue et architecte d'origine libanaise Myra Prince reprend la direction de la société qui devient Société nouvelle Librairie orientaliste Paul Geuthner.

## Politique éditoriale
Les grandes axes affichés par Geuthner dans la définition de sa politique éditoriale sont :
- La question des origines : langues, langages et écritures
- La construction des savoirs avec l’esprit pour matière
- Le discours critique : réappropriations et confrontations
- L’aventure de la raison et les canons de vérité
- Sources et ressources : références et libertés
- La tolérance heuristique entre mémoire et déni
- Textualismes et oralité[4].

## Catalogue

### Fonds ancien

#### Revues et séries
- Athar-é Iran, publiée de 1936 à 1938 (5 volumes), à l'initiative du ministère de l'Instruction publique et du Service archéologique d'Iran
- Revue des études islamiques (REI) créée en 1927 par Louis Massignon
- Publication du Journal des savants de 1926 à 1959 pour l'Académie des Inscriptions et Belles-Lettres
- Publication du Journal asiatique de 1924 à 1992 pour la Société Asiatique
- Syria : revue d'art oriental et d'archéologie, créée en 1920 et publiée par Geuthner jusqu'en 1995 avant de l'être par l'IFAPO puis l'IFPO
- Revue des études arméniennes, crée en 1920 par F. Macler et A. Meillet
- Babyloniaca, Études de philologie assyro-babylonienne, revue créée par Charles Virolleaud et comptant 17 volumes (1907-1937)

#### Auteurs
- Georges Bonneau, japanologue (1897-1972)[5]
- François Thureau-Dangin, assyriologue (1872-1944)
- Victor Segalen, médecin et archéologue (1878-1919)
- Franz Cumont, historien de l'Antiquité et archéologue (1868-1947)
- Roman Ghirshman, archéologue (1895-1979)

### Fonds actuel
Publications de la Société nouvelle Librairie orientaliste Paul Geuthner

#### Rééditions
- La Musique arabe (1930-1959) de Rodolphe d'Erlanger
- Corpus des tapis marocains (1923-1934) de Prosper Ricard, réédité en coédition avec les Éditions Frontispice
- Wasitiyya (1986) et Hisba (1984) d'Ibn Taymiyya, par Henry Laoust

#### Collections et séries
- Études syriaques, études thématiques sur l'histoire et la culture syriaques, un volume par an depuis 2004
- De Kêmi à Birit Nari, Revue internationale de l'Orient ancien, 4 volumes depuis 2003

#### Quelques ouvrages publiés depuis 2000
- Cités Invisibles, La naissance de l'urbanisme au Proche-Orient ancien, Jean-Claude Margueron, 2013, 642 p.
- Renaissance littéraire et conscience nationale : Les premiers romans en français au Liban et en Égypte (1908-1933), Caroline Hervé Montel, 2012, 604 p., prix Diane-Potier-Boès 2013 de l'Académie française
- Théories de l’échelle et pratiques mélodiques chez les Arabes - Volume 1, Amine Beyhom, 2010, 700 p.
- Le Comté de Tripoli, État multiculturel et multiconfessionnel, préface de Jean Richard, 2010, 260 p.
- Les Proverbes de ma mère, Proverbes du Liban et leurs équivalents, Hana Samadi Naaman, 2009, 668 p.
- Héritages arabes. Des noms arabes pour les étoiles, Roland Laffitte, 2006, 276 p.
- Petit Lexique du sumérien à l’usage des débutants, Lucien-Jean Bord, 2003, 198 p.
- L’Habitation au Liban, Jacques Liger-Belair, 2000, 198 p.
- Hatshepsout, femme pharaon, Fawzia Assaad, 2000, 204 p.
- Le Cèdre et le chêne : De Gaulle et le Liban, les Libanais et de Gaulle, Clotilde de Fouchécour, Karim Bitar (dir.), 2015, 548 p.

## Siège
Installé d'abord au 13 rue Jacob, le siège historique de la librairie a été pendant plus de 80 ans au 12 rue Vavin. Il se trouve actuellement au 16 rue de la Grande-Chaumière à Paris.